# Плисов, Моисей Гордеевич
Моисей Гордеевич Плисов (1783—1853) — тайный советник, сенатор.
Отец инженера А. М. Плисова.

## Биография
Родился 26 июля (6 августа) 1784 года. Происходил из духовного звания и первоначально учился в Полтавской духовной семинарии, откуда поступил в Петербургский Педагогический институт, курс которого окончил в 1807 году. Как один из лучших студентов, в апреле 1808 года он был отправлен для продолжения образования за границу; слушал лекции по политической экономии, финансам и коммерции в университетах Геттингена и Гейдельберга.
После возвращения в Россию, 30 июля 1811 года был определён преподавателем политических и юридических наук Педагогического института, а с 5 августа того же года стать читать эти же науки на публичных курсах при институте, открытых 6 августа 1809 года для гражданских чиновников. С 27 ноября 1812 года — адъюнкт-профессор; 30 декабря 1816 года произведён в чин надворного советника. В январе 1817 года был назначен библиотекарем Главного педагогического института и помощником инспектора института. С 30 декабря 1817 года — экстраординарный профессор.
Некоторое время преподавал в Санкт-Петербургском университете: с мая 1820 года читал политическую экономию вместо Балугьянского, а с июля и чтение римского права вместо профессора Кукольника; 20 марта 1822 года был уволен из университета. Преподавал он также естественное право в Петербургской губернской гимназии.
После университета некоторое был время библиотекарем у графа Н. П. Румянцева. С августа 1823 года находился на государственной службе: первоначально был определён в Министерство финансов, чиновником по особым поручениям; затем управлял I отделением Департамента государственных имуществ; 31 декабря 1825 года был произведён в коллежские советники. В июне 1826 года был определён членом Учёного комитета по лесной части при Департаменте государственных имуществ, в феврале 1828 года - прикомандирован ко II Отделению собственной Его Императорского Величества канцелярии со званием старшего чиновника, 1 марта 1829 года был произведён в статские советники; 12 сентября 1830 года Плисов был уволен из Министерства финансов и 30 октября того же года назначен членом комитета при II Отделении канцелярии для составления проекта устава о векселях и заемных письмах; 29 января 1833 года был произведен в действительные статские советники. Затем продолжил работу в других подразделениях канцелярии и Департаменте духовных дел иностранных исповеданий, откуда по собственному прошению был уволен в 1841 году.
22 февраля 1842 года был назначен членом консультации, учреждённой при Министерстве юстиции. С 27 января 1847 года служил в ведомстве Министерства юстиции в губерниях России: Казанской, Пермской, Вятской и Оренбургской. Затем работал обер-прокурором II отделения 3-го Департамента Сената и 30 марта 1852 года вместе с производством в тайные советники назначен присутствовать в Сенате. До своей смерти в 1853 году работал в 6-м Департамента Сената.
Умер 27 июля (8 августа) 1853 года в Москве. Похоронен в Санкт-Петербурге на Смоленском православном кладбище, могила утрачена.

## Награды
- орден Св. Владимира 4-й степени (14.04.1819)
- орден Св. Анны 2-й степени (31.12.1825)
- орден Св. Владимира 3-й степени (28.01.1830)
- орден Св. Станислава 2-й степени (21.04.1835)
- орден Св. Станислава 1-й степени (21.05.1839)
- орден Св. Анны 1-й степени (20.04.1850)